# Dub v Albrechticích
Smelíkův dub známý také jako Dub u sauny je památný strom dub letní (Quercus robur L.) nedaleko domu čp. 8 v Albrechticích v okrese Karviná v pohoří Podbeskydská pahorkatina v Moravskoslezském kraji.

## Další informace
V blízkosti ulice Hlavní čp. 8, restaurace U dubu, v Albrechticích stojí solitér dub letní. Podle údajů z roku 2003:
| Výška stromu                  | 26 m                 |
| Obvod kmene ve výčetní výšce: | 4,8 m                |
| Ochranné pásmo                | kruh o poloměru 15 m |
| Datum vyhlášení               | 20. února 2003       |